# Alexander Wladimirowitsch Sergejew
Alexander Wladimirowitsch Sergejew (russisch Александр Владимирович Сергеев; englisch Aleksandr Sergeyev; * 29. Juli 1983 in Kimry, RSFSR, Sowjetunion) ist ein ehemaliger russischer Leichtathlet, der sich auf den Dreisprung spezialisiert hat. Seinen größten Erfolg feierte er mit dem Gewinn der Bronzemedaille bei den Halleneuropameisterschaften 2007 in Madrid sowie mit dem Sieg bei der Sommer-Universiade 2005 in Izmir.

## Sportliche Laufbahn
Erste internationale Erfahrungen sammelte Alexander Wladimirowitsch Sergejew im Jahr 2002, als er bei den Halleneuropameisterschaften in Wien mit einer Weite von 16,56 m den sechsten Platz belegte. Im Sommer gewann er bei den Juniorenweltmeisterschaften in Kingston mit 16,55 m die Bronzemedaille und sicherte sich bei den Militär-Weltmeisterschaften in Tivoli mit 16,59 m die Silbermedaille. Im Jahr darauf belegte er bei den U23-Europameisterschaften in Bydgoszcz mit 16,36 m den fünften Platz und siegte mit 16,23 m bei den Militärweltspielen in Catania. 2004 verpasste er bei den Hallenweltmeisterschaften in Budapest mit 16,60 m den Finaleinzug, wie auch bei den Halleneuropameisterschaften im Jahr darauf mit 16,57 m. Im Juli siegte er mit 17,11 m bei den U23-Europameisterschaften in Erfurt sowie mit 16,72 m bei der Sommer-Universiade in Izmir. 2006 gelangte er bei den Europameisterschaften in Göteborg mit 16,65 m auf den zehnten Platz und im Jahr darauf gewann er bei den Halleneuropameisterschaften in Birmingham mit 17,15 m die Bronzemedaille hinter den Briten Phillips Idowu und Nathan Douglas. 2013 beendete er dann seine aktive sportliche Karriere im Alter von 30 Jahren. 
2004 wurde Sergejew russischer Hallenmeister im Dreisprung.